# Apple Campus

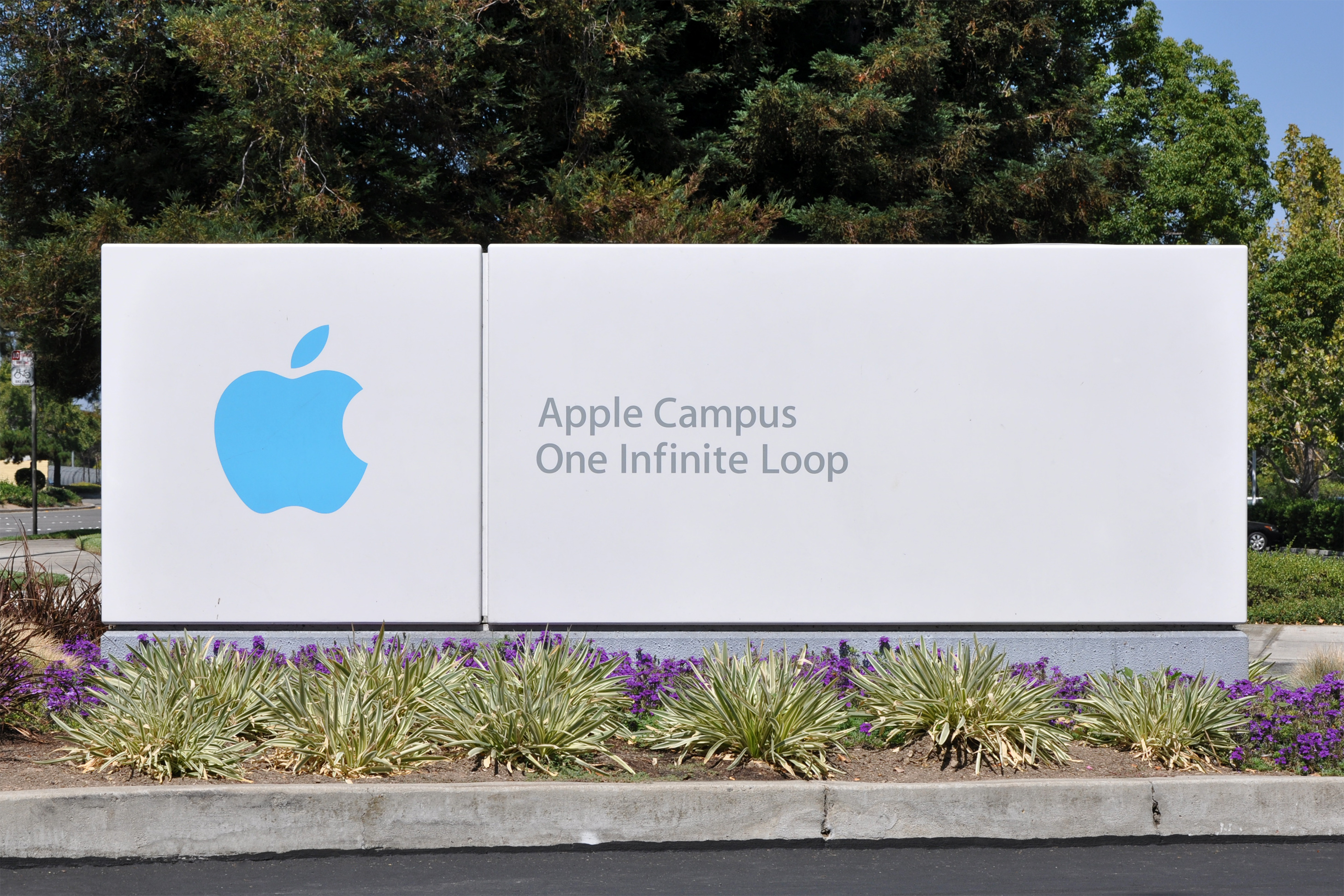
El cartel en la avenida De Anza que indica la entrada principal al campus.

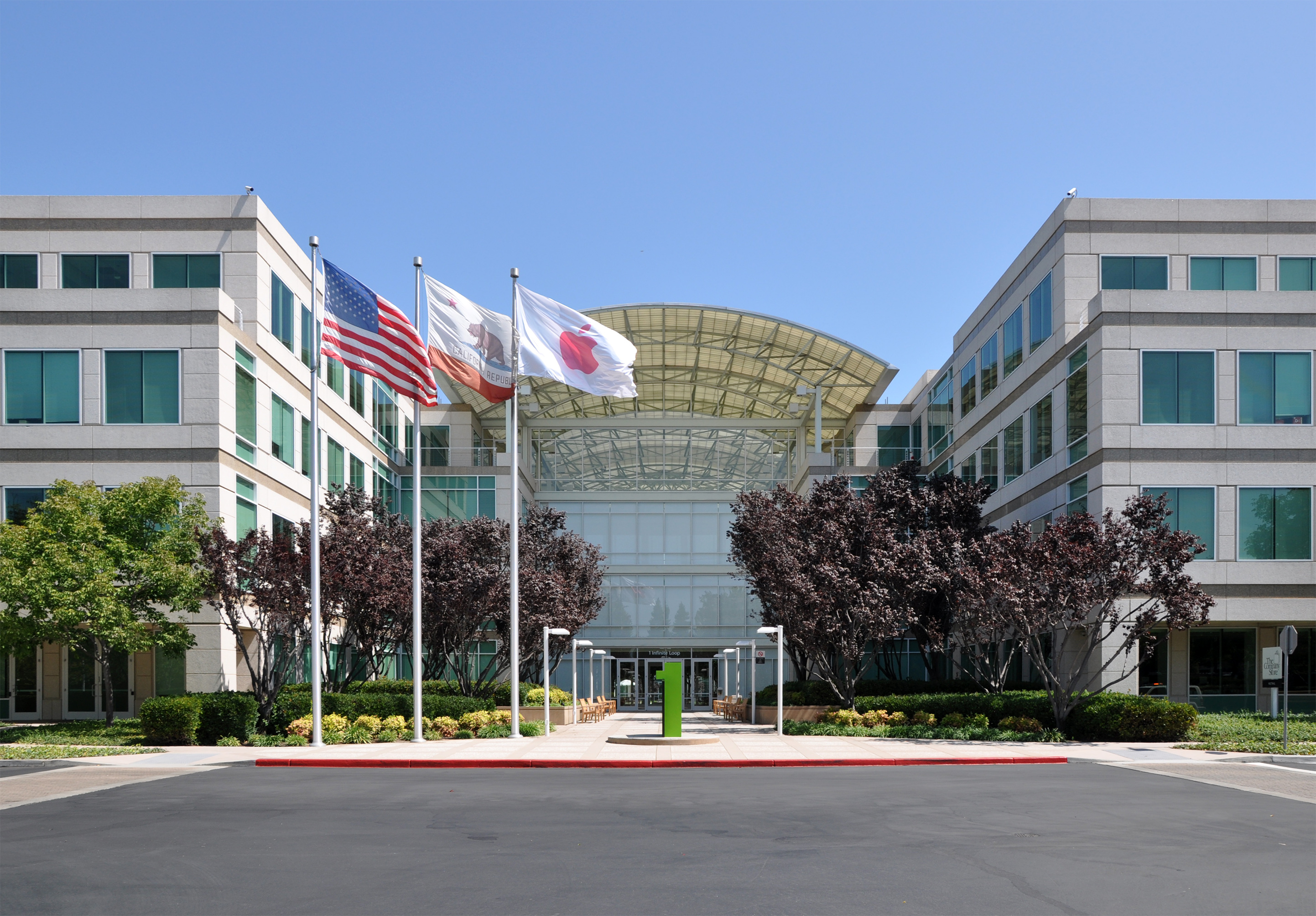
Vista del edificio principal (IL1) desde la avenida De Anza.

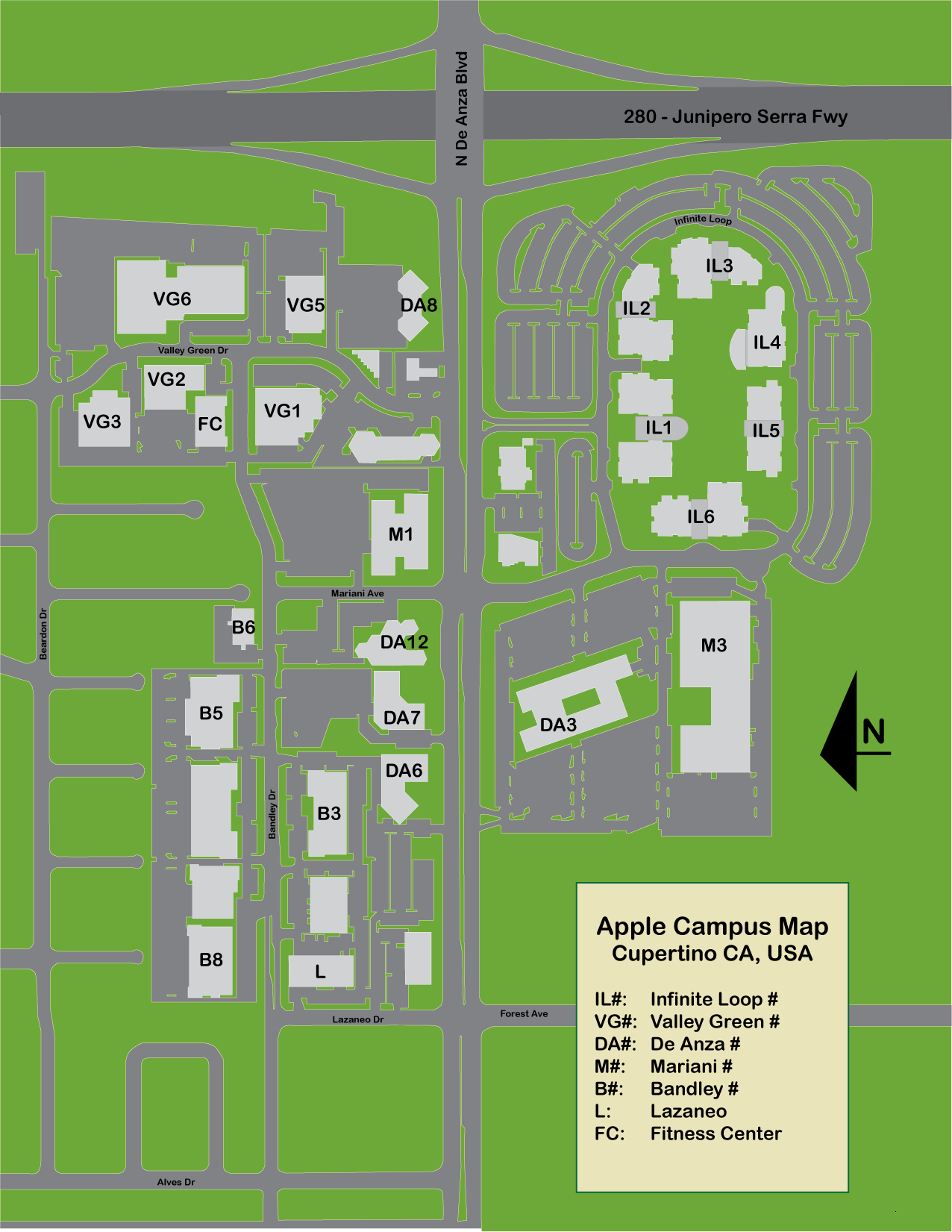
Mapa del campus.

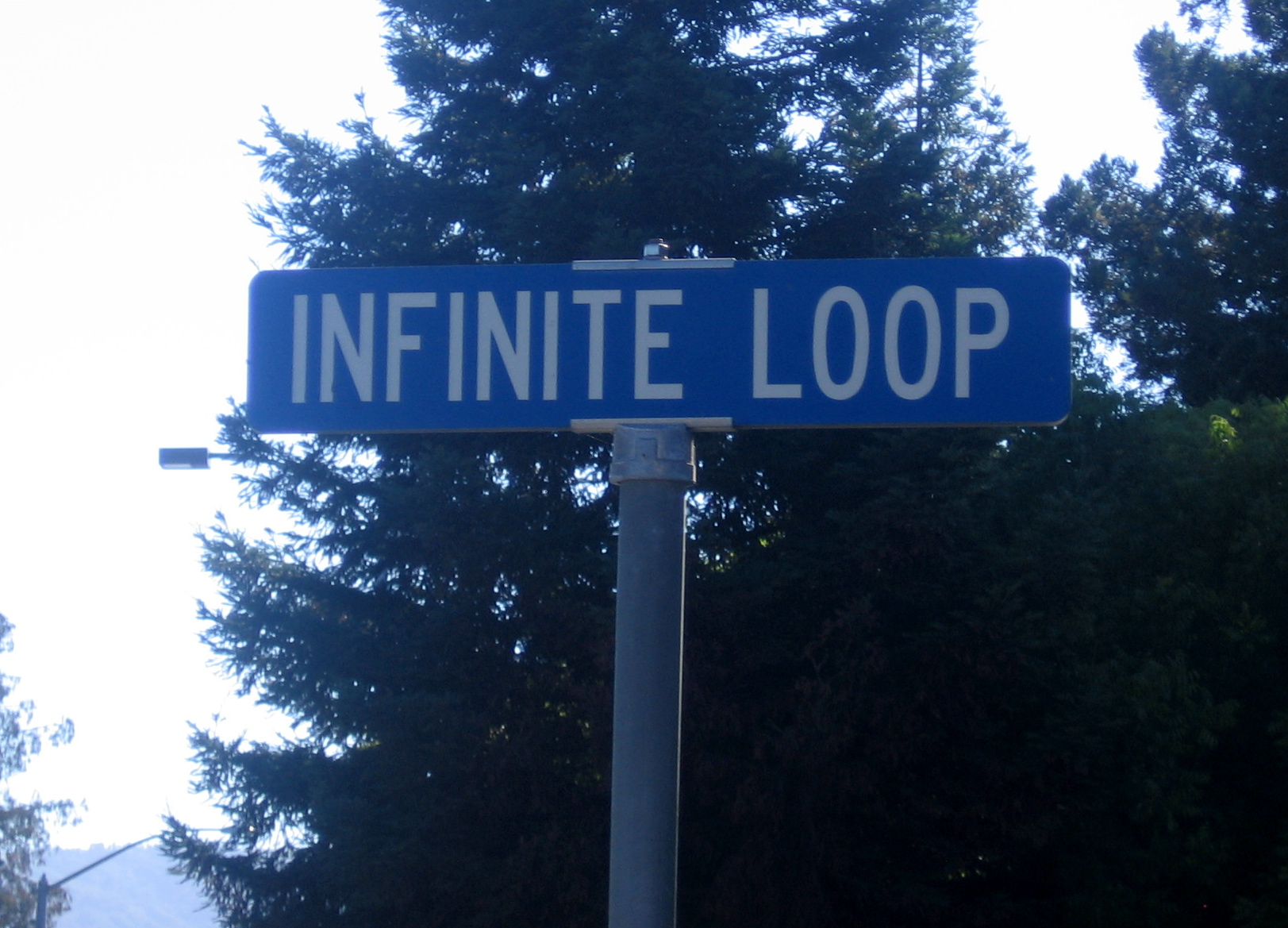
Letrero de la calle Infinite Loop.

El Apple Campus fue la sede central de la compañía informática Apple Inc. (Apple Computer World Headquarters) desde 1993 hasta 2017, año en que fue sustituida por el nuevo y cercano Apple Park. Está ubicado en Cupertino, California, Estados Unidos. Recibe el nombre de campus porque su diseño se asemeja a los campus de las universidades en donde los edificios se encuentran dispersos en áreas verdes.
El campus, ubicado en la esquina sureste que conforman la autopista Interestatal 280  y el bulevar De Anza, ocupa una superficie de 32 acres (130,000 m²) repartidos en seis edificios de cuatro pisos, cada uno numerado con un dígito sobre la calle Infinite Loop. De esta forma, el edificio principal tiene la dirección 1 Infinite Loop, Cupertino, California, 95014. Los empleados se refieren a estos edificios como IL1 a IL6 (de Infinite Loop 1-6).
Alrededor de este campus Apple ocupa una treintena de edificios adicionales dispersos por toda la ciudad para acomodar a sus empleados. Algunos de estos edificios son alquilados (con un costo promedio de renta de 2,50 dólares por pie cuadrado); otros son de reciente adquisición y el terreno que ocupan será usado para la construcción futura de un segundo campus en la ciudad con la finalidad de centralizar las actividades de la empresa.
En total, incluyendo los nueve edificios recientemente adquiridos en la avenida Pruneridge, la compañía controla más de 306 000 metros cuadrados para sus actividades en la ciudad de Cupertino. Esto representa casi el 40% de los 817 000 metros cuadrados de espacio de oficina e instalaciones de investigación y desarrollo disponibles en la ciudad.

## Infinite Loop
Infinite Loop es el nombre de la calle que rodea a los edificios del campus. El nombre está inspirado en el concepto de programación del ciclo infinito (en inglés: infinite loop), ya que la calle, en conjunción con la Av. Mariani forma un circuito (o ciclo) en el que se puede circular indefinidamente.
En posible alusión[cita requerida] a 1 (One) Infinite Loop, la dirección de los cuarteles generales de la compañía  Microsoft fue nombrada One Microsoft Way, ubicada en Redmond, WA, EUA.

## Historia
Originalmente, antes de la construcción del campus, el cuartel corporativo de Apple se ubicó en el edificio Mariani One (20525 Mariani Ave, Cupertino) hasta el año 1992.
El terreno donde se construyó el campus, al este de Mariani One, cruzando el bulevar De Anza, estuvo ocupado por la compañía Four-Phase Systems (que después fue adquirida por Motorola). Tiene una extensión de 79,000 m^2 (850,000 sf). El campus fue terminado en 1993; la obra estuvo a cargo de la compañía Sobrato Development Companies.
Antes de 1997, las actividades que se llevaban a cabo en el campus correspondían exclusivamente a investigación y desarrollo (I+D). En ese entonces, los edificios eran referidos como R&D 1 a 6 (del inglés: Research & Development), pero con el regreso de Steve Jobs a Apple en 1997 se hicieron cambios al campus: Apple aumentó el número de edificios que ocupaba y muchas actividades no relacionadas con I+D fueron trasladadas al campus. En ese entonces se cambió la referencia de los edificios a IL#.
Steve Jobs ha dejado su marca en el campus, por ejemplo, prohibiendo las mascotas o mejorando radicalmente el menú de la cafetería.

### Incendio en Valley Green 6
La noche del 12 de agosto de 2008 se originó un incendio en una unidad de aire acondicionado del segundo piso del edificio Valley Green 6. Los bomberos trabajaron varias horas hasta extinguir el fuego la madrugada siguiente. No hubo ningún herido, pero la suma de los daños ocasionados al inmueble de 40 años de antigüedad y 120,000 pies cuadrados de superficie, ascendió a 2 millones de dólares.

### Evacuación de Infinite Loop 4
El miércoles 6 de mayo de 2009, un sobre que contenía polvo blanco de naturaleza desconocida fue encontrado en la cafetería del edificio IL4 por un empleado de Apple. El edificio fue evacuado. El departamento de bomberos del condado de Santa Clara llegó a la escena a las 3:30 p. m., vistiendo trajes para situaciones de peligro biológico. Pruebas preliminares no revelaron que el polvo encontrado representara una amenaza; fue llevado a un laboratorio para posteriores análisis.

## Nuevo campus

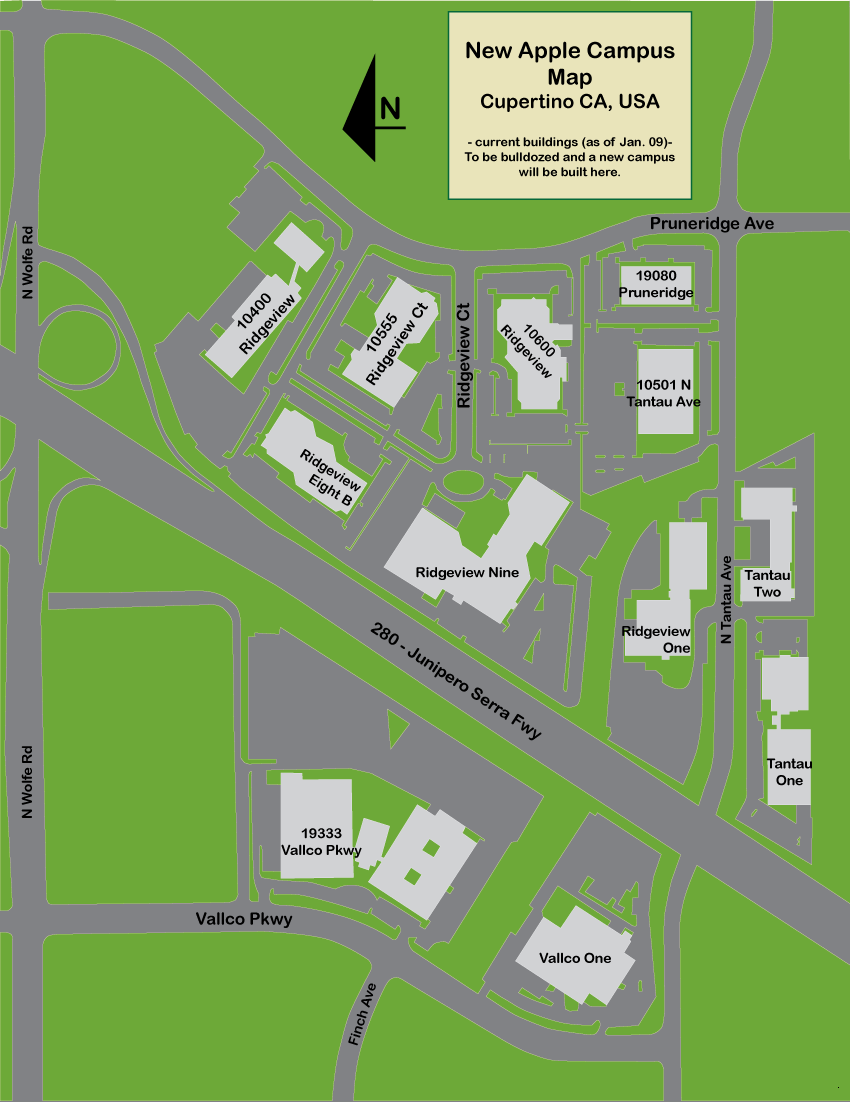
Mapa de los edificios actuales en el terreno del nuevo campus en Cupertino.

En abril de 2006 Steve Jobs anunció al consejo de la ciudad de Cupertino que Apple había adquirido nueve propiedades contiguas (que en total suman 50 acres) para la construcción de un segundo campus en la ciudad, a una milla al este del antiguo campus.
Apple tiene presencia en Cupertino desde un año después de su fundación en 1976, razón por la cual la empresa decidió construir un edificio en el área, en lugar de desplazarse a una ubicación más barata. Cuando esté terminado se espera que el campus centralice de 3000 a 3500 empleados, la totalidad de sus empleados, que actualmente se encuentran trabajando en los diversos edificios que Apple renta en la ciudad, lo cual es ineficiente para la empresa.
La compra de los inmuebles se hizo a través de la compañía Hines Interests Limited Partnership quien ocultó el nombre de Apple como comprador para evitar que los costos de los inmuebles se dispararan. Entre los vendedores de los inmuebles figuran SummerHill Homes (vendió un terreno de 8 acres) y Hewlett-Packard (vendió tres edificios abandonados de su campus en Cupertino), entre otros.
El terreno tuvo un costo estimado en 160 millones de dólares. El diseño del nuevo campus tardará de 3 a 4 años, y el costo del proyecto está estimado en 500 millones de dólares.
Hasta abril de 2008, Apple no había solicitado los permisos necesarios para comenzar la construcción, por lo que se estima que el proyecto no estará listo en 2010 como se propuso originalmente, sin embargo, los edificios del lugar están siendo ocupados actualmente por Apple para sus operaciones.

## Instalaciones

### La tienda de la compañía
La tienda de la compañía (The Company Store en inglés) es una tienda de productos de Apple ubicada en el edificio principal (IL1) del campus. Comenzó sus días como la tienda para empleados, pero actualmente está abierta al público. A diferencia de otras Apple Stores, en la tienda de la compañía no se venden computadoras ni se hacen reparaciones, pero sí se tiene un inventario de camisetas, llaveros, tazas y demás parafernalia con el logotipo de Apple que no se encuentran en ningún otro lugar.

### Apple Town Hall
El Apple Town Hall es un auditorio ubicado en IL4. Se ha usado en años recientes para hacer presentaciones de productos en fechas que no coinciden con grandes anuncios como los que se hacían en la MacWorld Expo o la Worldwide Developers Conference. En febrero de 2006 se usó para la presentación del, ahora discontinuado, iPod Hi-Fi y la Mac mini con procesador Intel Core Duo. En julio de 2007 se usó para la presentación de las iMacs de aluminio, iWork 08 y iLife 08. En marzo de 2008 se usó para la presentación del iPhone SDK. En octubre de 2008 se usó para la presentación de las nuevas MacBook y MacBook Pro de aluminio. El auditorio también se utiliza para las reuniones con los accionistas de la compañía. Frente al auditorio hay un piano Bösendorfer de 20.000 dólares que los empleados y los invitados pueden tocar.

### Cafe Macs
Cafe Macs (o Caffé Macs) es una cafetería para empleados e invitados ubicada en 4 Infinite Loop. Su menú es famoso por su gran variedad de platos internacionales (a precios moderados) entre los que se incluye pasta italiana, pizza en horno de leña, tacos, burritos, sushi, ensaladas, sándwiches, comida vegan y yogur. A los primeros clientes del día se les regalan manzanas.

### De Anza 3 Auditorium
Es un auditorio, similar en tamaño y distribución al Apple Town Hall, pero ubicado en el edificio De Anza 3.

## Edificios
A continuación se presenta un listado de los edificios que Apple ocupa actualmente en la ciudad de Cupertino. Incluye los edificios de Tantau, Pruneridge y Ridgeview recientemente adquiridos para la construcción del nuevo campus.
| Número | Referencia | Nombre             | Dirección (Cupertino CA 95014)  | Pisos | Propietario | Valor del inmueble | Actividad |
| ------ | ---------- | ------------------ | ------------------------------- | ----- | ----------- | ------------------ | --- |
| 1      | IL1        | 1 Infinite Loop    | 1 Infinite Loop                 | 4     | Apple Inc.  |                    | Edificio principal, Corporate HQ. Oficina del Director ejecutivo Steve Jobs. Entrada para visitantes. ADC Compatibility Labs. Solía tener una biblioteca llamada Computer Literacy. |
| 2      | IL2        | 2 Infinite Loop    | 2 Infinite Loop                 |       | Apple Inc.  | US$33,463,938      | Mac OS team |
| 3      | IL3        | 3 Infinite Loop    | 3 Infinite Loop                 |       | Apple Inc.  | US$31,543,093      | Marketing |
| 4      | IL4        | 4 Infinite Loop    | 4 Infinite Loop                 |       | Apple Inc.  | US$12,757,570      | Town Hall, Cafe Macs |
| 5      | IL5        | 5 Infinite Loop    | 5 Infinite Loop                 |       | Apple Inc.  | US$26,242,356      | Hardware R&D, Executive Briefing Center |
| 6      | IL6        | 6 Infinite Loop    | 6 Infinite Loop                 |       | Apple Inc.  | US$37,317,143      | |
| 7      | VG1        | Valley Green One   | 20650 Valley Green Dr           |       | renta       | US$1,574,955       | |
| 8      | VG2        | Valley Green Two   | 20730 Valley Green Dr           |       | renta       | US$5,514,636       | |
| 9      | VG3        | Valley Green Three | 20740 Valley Green Dr           |       | renta       |                    | |
| 10     | VG5        | Valley Green Five  | 20605-20665 Valley Green Dr     |       | ?           |                    | |
| 11     | VG6        | Valley Green Six   | 20705 Valley Green Dr           |       | ?           |                    | Information Systems and Technology department. |
| 12     | DA3        | De Anza Three      | 10500 N De Anza Blvd            |       | renta       | US$30,510,076      | |
| 13     | DA6        | De Anza Six        | 10355 N De Anza Blvd            |       | renta       | US$12,504,977      | |
| 14     | DA7        | De Anza Seven      | 10431 N De Anza Blvd            |       | Apple Inc.  | US$19,132,104      | |
| 15     | DA8        | De Anza Eight      | 10725 N De Anza Blvd            |       | renta       | US$10,813,043      | Pro Apps team, Final Cut Studio development team. |
| 16     | DA12       | De Anza Twelve     | 10495 N De Anza Blvd            |       | renta       | US$13,514,120      | Mobile Me Team ? |
| 17     | FC         | Fitness Center     | 10627-10629 N Bandley Dr        |       | ?           |                    | |
| 18     | B3         | Bandley Three      | 10460 N Bandley Dr              |       | renta       | US$2,878,033       | |
| 19     | B5         | Bandley Five       | 10475 N Bandley Dr              |       | renta       | US$2,937,768       | |
| 20     | B6         | Bandley Six        | 10495 N Bandley Dr              |       | renta       | US$2,198,569       | |
| 21     | B8         | Bandley Eight      | 10381-10385 N Bandley Dr        |       | renta       | US$15,708,000      | |
| 22     | L          | Lazaneo            | 20625 Lazaneo Dr                | 1     | renta       | US$5,004,882       | |
| 23     | M1         | Mariani One        | 20525 Mariani Ave               |       | ?           |                    | Cuartel General original (-1992), antes de 1 Infinite Loop. |
| 24     | M3         | Mariani Three      | 20400 Mariani Ave               |       | renta       | US$5,944,745       | |
| 25     | T2         | Torre 2            | 10000 Torre Ave                 |       | renta       | US$8,867,035       | |
| 26     | B4         | Bubb Four          | 10101 Bubb Rd                   |       | ?           |                    | |
| 27     | B5         | Bubb Five          | 10300 Bubb Rd                   |       | ?           |                    | |
| 28     | B8         | Bubb Eight         | 10351 Bubb Rd                   |       | ?           |                    | |
| 29     |            |                    | 10131 Bubb Rd                   |       | ?           |                    | Retail Store team |
| 30     | V1         | Vallco One         | 19191 Vallco Pkwy               |       | ?           |                    | |
| 31     |            | ?                  | 19333 Vallco Pkwy               |       | renta       | US$16,032,509      | |
| 32     | TA1        | Tantau One         | 10300 N Tantau Ave              |       | Apple Inc.  | US$23,154,000      | |
| 33     | TA2        | Tantau Two         | 10400 N Tantau Ave              |       | Apple Inc.  | US$22,300,000      | |
| 34     | R1         | Ridgeview One      | 10435 N Tantau Ave              |       | Apple Inc.  | US$26,062,020      | |
| 35     |            | ?                  | 10501 N Tantau Ave              |       | Apple Inc.  | US$24,174,000      | |
| 36     | R8B        | Ridgeview Eight B  | 10450 Ridgeview Ct              |       | Apple Inc.  | US$23,562,000      | |
| 37     | R9         | Ridgeview Nine     | 10480-10500 Ridgeview Ct        |       | Apple Inc.  | US$50,388,000      | |
| 38     |            | ?                  | 10555 Ridgeview Ct              |       | Apple Inc.  | US$29,079,180      | |
| 39     |            | ?                  | 10600-10602 Ridgeview Ct        |       | Apple Inc.  | US$24,137,280      | |
| 40     |            | ?                  | 10400 Ridgeview Ct              |       | Apple Inc.  | US$40,000,000      | |
| 41     |            | ?                  | 10500 Pruneridge                |       | ?           |                    | |
| 42     |            | ?                  | 19050-19060-19080 Pruneridge Av |       | Apple Inc.  | US$12,852,000      | |

## Otros campus
Aunque el grueso de las actividades de la empresa se centran en el campus de Cupertino, Apple mantiene actividades en otros campus ubicados en distintas localidades.

## Austin Campus
Ubicado en 12565 Riata Vista Circle en la ciudad de Austin, Texas, Estados Unidos, este campus mantiene las actividades de operaciones, ventas y del servicio de AppleCare. Cuenta en sus instalaciones con una cafetería (Caffe Macs), un gimnasio (Fitness Center), un circuito de atletismo y estanques de agua. En julio de 2007, Apple anunció sus planes de expansión de este campus.

## Cork Campus
Este campus está ubicado en la ciudad de Cork en Irlanda. Es la sede de las operaciones de Apple en Europa, incluyendo televentas, Apple Store Support, manufactura, AppleCare, soporte técnico, finanzas, servicios de información y tecnología y recursos humanos. Cuenta con instalaciones para deportes, incluyendo un gimnasio y una cancha techada para fútbol.

## Singapur Campus
Apple tiene un campus en el vecindario de Ang Mo Kio en Singapur en el cual se realizan las actividades de ventas, mercadotecnia, AppleCare, finanzas, operaciones, ingeniería, departamento legal y recursos humanos para la región Asia Pacífico. Entre sus instalaciones cuenta con una cafetería, un club de salud y gimnasio.

## Elk Grove Campus
Está ubicado en el boulevard Laguna, en la ciudad de Elk Grove en el condado de Sacramento, CA. Es el centro de logística de Apple, siendo tres de sus edificios bodegas, con una superficie de 450,000 sf, en las que se almacenan los productos que llegan de las fábricas y se hace la distribución a los distintos puntos de venta en el país. Otras actividades en el campus son el soporte telefónico, en línea y ventas por internet y telefónicas.
El campus está compuesto por cuatro edificios (A, B, C y D) y ocupa una superficie de 650,000 sf. El edificio D, por ejemplo, está destinado a soporte técnico telefónico. Fue diseñado por DES Architects y construido por la empresa DPR Construction Inc. durante un periodo de 7 meses, y opera desde 1992.
Antiguamente en este campus se tenía una cadena de montaje; cuando cerró, en 2004, fueron despedidos 235 empleados. La primera generación del iMac fue fabricada en este lugar (entre 1998-1999).
En el campus laboraban más de 1100 personas, cuando en mayo de 2008 se anunció un recorte de 174 puestos de trabajo.

## Rancho Cordova
Apple mantiene 150 empleados para soporte a clientes en la ciudad de Rancho Cordova, en el condado de Sacramento, California.

## Galería de imágenes

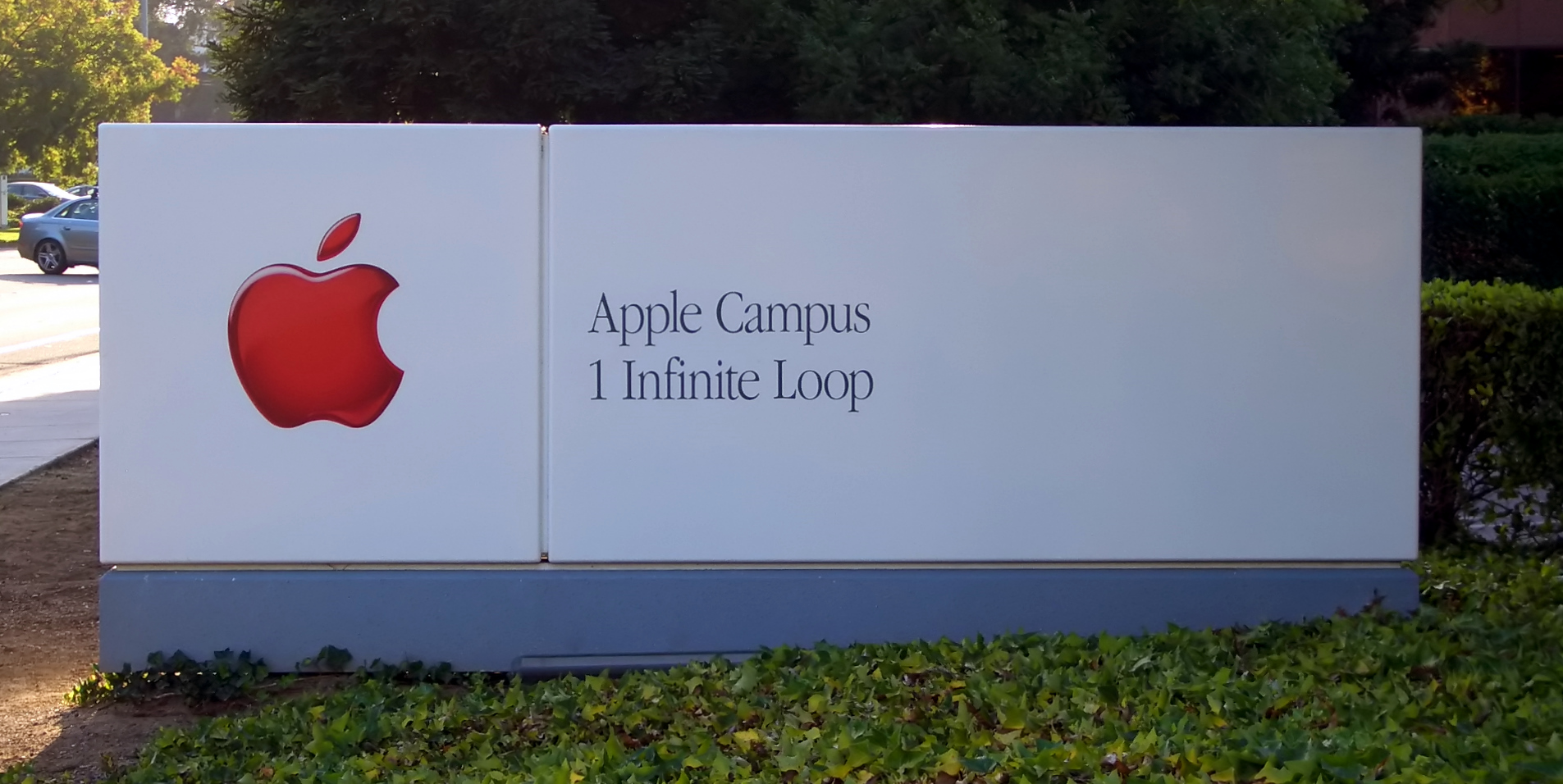
Letrero del campus con el logotipo anterior de Apple.
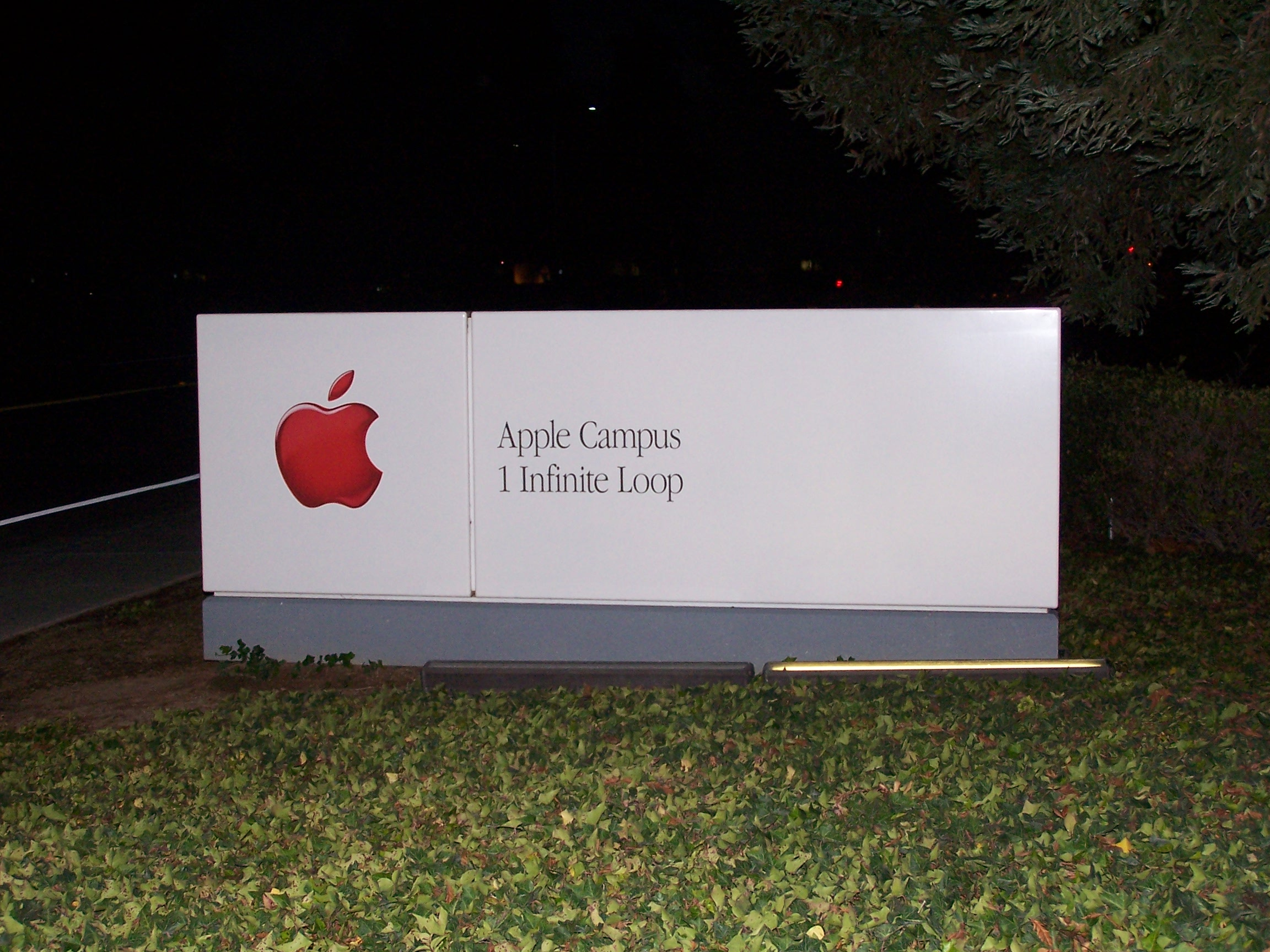
Letrero del campus de noche.
Panorámica del campus desde el Blvd De Anza
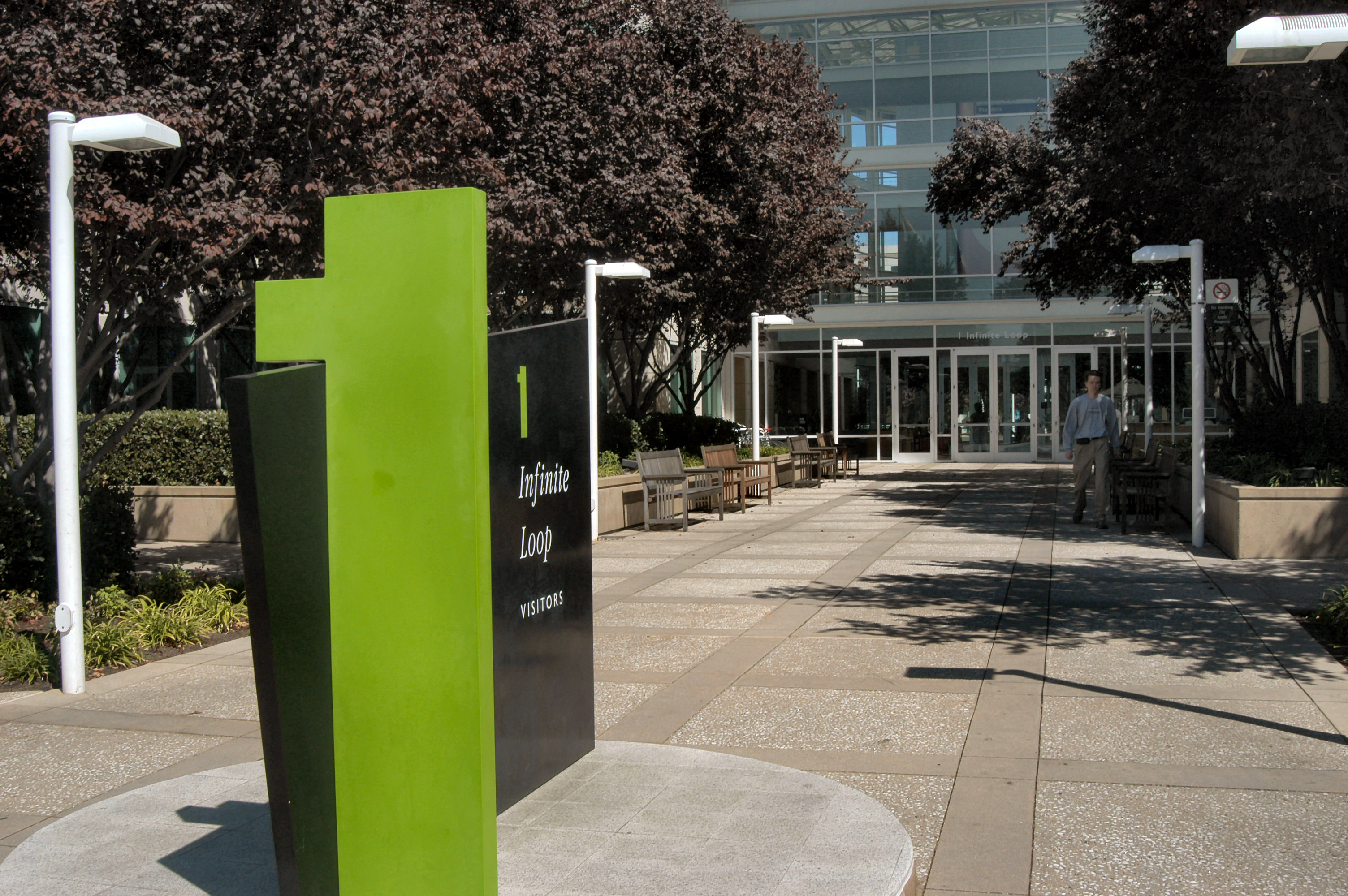
Letrero en la entrada del edificio IL1